# بوون استاسفورث

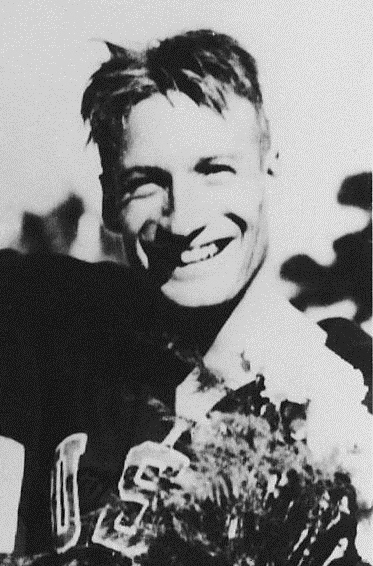
بوون استاسفورث - ۱۹۵۲

بوون استاسفورث (به انگلیسی: Bowen Stassforth) (زادهٔ ۷ اوت ۱۹۲۶) شناگر اهل ایالات متحده آمریکا است.